# Habia à couronne rouge
Habia rubica
Genre
Espèce
Répartition géographique
Statut de conservation UICN

 LC  : Préoccupation mineure
Le Habia à couronne rouge (Habia rubica), anciennement Tangara à couronne rouge, unique représentant du genre Habia, est une espèce de passereaux d'Amérique tropicale appartenant à la famille des Cardinalidae. Il était auparavant placé dans celle des Thraupidae.

## Sous-espèces
- H. r. holobrunnea Griscom, 1930 — est du Mexique
- H. r. rosea (Nelson, 1898) — sud-ouest du Mexique
- H. r. affinis (Nelson, 1897) — sud d'Oaxaca
- H. r. nelsoni (Ridgway, 1902) — sud de la péninsule du Yucatán
- H. r. rubicoides (Lafresnaye, 1844) — du sud du Mexique au Honduras et l'El Salvador
- H. r. vinacea (Lawrence, 1867) — Costa Rica et Panama
- H. r. alfaroana (Ridgway, 1905) — nordouest du Costa Rica
- H. r. perijana Phelps & Phelps Jr., 1957) — serranía de Perijá
- H. r. coccinea (Todd, 1919) — Colombie et ouest du Venezuela
- H. r. crissalis Parkes, 1969 — est de la cordillère de la Costa
- H. r. rubra (Vieillot, 1819) — Trinité
- H. r. mesopotamia Parkes, 1969 — est du Venezuela
- H. r. rhodinoleama (Salvin & Godman, 1883) — nordouest de l'Amazonie
- H. r. peruviana (Taczanowski, 1883) — sud-ouest de l'Amazonie
- H. r. hesterna Griscom & Greenway, 1937 — centre du Brésil
- H. r. bahiae Hellmayr, 1936 — est du Brésil
- H. r. rubica (Vieillot, 1817) — est du Paraguay, sud-est du Brésil et Selva Misionera